# 立川光昭
立川 光昭（たちかわ みつあき、1976年8月6日 - ）は、日本の実業家。

## 来歴・人物
山梨県上野原市出身。当人のインタビューによれば、教育熱心な両親の意向で中学受験をして東京都内の私立中学校に進学、さらにサッカー選手志望から埼玉県のサッカー名門高校（どの高校か不明）に進んだものの、自営だった両親の家業が不振となったため、都立高校に転校した。しかしサッカーをするには不十分な環境だったことから高校を中退してサッカー選手を目指す。Jリーグチームと契約を結んだが（どのチームかは不明）、19歳の時に膝の負傷により引退する。チーム在籍中は練習生止まりだった。
当人のインタビューではサッカーチームを解雇された後はしばらく職がなく、偶然譲ってもらった廃棄オートバイが売れたことから、中古バイクのリサイクル販売を始め、11店舗にまで成長させたが、経営の基礎を知らないと痛感し、ヘッドハントされる形でイスラエルに本社を置くいわゆるユダヤ系商社に入社した（何という会社かは不明）。2000年に専務に昇格するも退社、独立起業し、株式会社エムシーエムコーポレーションを設立する。
2008年には福島県からJリーグチームを目指すバリエンテ郡山のオーナー兼代表取締役に就任する。県リーグ三部からのスタートでありながら、1995年の世界最優秀選手のジョージ・ウェア（現・リベリア大統領）などを招聘したことで高い認知を得る。しかし、チーム副社長の不祥事などで辞任しチームも解散になる。
2009年新たに立ち上げたメディマックスでは、「視聴者ではなくスポンサー企業に寄り添う」と宣言したテレビ番組がヒットし、売上20億まで急成長する（出典不明）。同社CEO退任後は株式会社LCA（当時東証二部）やホッコク（当時ジャスダック）の執行役員を経て、2016年の第24回参議院議員通常選挙に「国民怒りの声」公認で立候補したが、落選する。
2019年にはeスポーツの配信事業をおこなう、株式会社eスポーツジャパンを元サッカー選手の岡山哲也、秋田豊、楢﨑正剛、岡崎慎司、ストイコビッチ、内田宝寿などと立ち上げる（執行役員。また、岡崎慎司選手の関与は不明）。
2021年現在はエムグループホールディング&キャピタルの会長。株式会社ネットプライス会長（現在ネットプライスは BEENOS株式会社 と無関係）。2023年には東証グロース上場企業のアマガサの筆頭株主になり、取締役会長に就任。2023年には立川光昭が東証スタンダードのフォーシーズHDの支配株主になり、社外取締役に就任（一時的に株を取得し筆頭株主になるが、その後売却）。2024年には地元山梨県上野原市にプロバスケットボールチーム上野原サンライズを立ち上げ会長に就任。チームは上野原市と協定を結び、5代目バチェラー長谷川恵一らが所属。

## 著書
- 『お金をかけずにメディアに取材されるユダヤ式PR術』東洋経済新報社、2012年3月
- 『売れる！ネットショップ運営のコツがわかる本』学研、2014年8月
- 『自己紹介が９割』水王社、2015年6月
- 『行列請負人の頭の中　大ヒットは「真似」と「組み換え」から生まれる』KADOKAWA、2015年11月
- 『ユダヤから学んだモノの売り方』秀和システム、2017年4月

日本国外刊行
- 现货台版 《自我介绍圣经 44个立川流自我品牌建立法》　（台湾）
- 薪水高的人都這樣自我介紹! 把內向、慢熟、不會說話變優點!（中国）
- 热卖商品的企画，怎么想出来的？（中国）